# George Kottaras
George Kottaras (* 10. Mai 1983 in Scarborough, Ontario, Kanada) ist seit dem 13. September 2008 ein kanadischer professioneller Baseballspieler griechischer Abstammung. Er spielt die Defensivposition des Catchers. Seit 2014 steht er bei den Cleveland Indians in der Major League Baseball unter Vertrag.

## Gehalt
Kottaras Gehalt seit 2009 (inbegriffen 1.075.000 Millionen USD für die Saison 2014, inklusive Vertragsklausel) beläuft sich bisher auf 4.023.500 USD.

## Olympische Sommerspiele 2004
Kottaras nahm für die griechische Baseballnationalmannschaft an den Olympischen Sommerspielen 2004 teil.

## Kurioses
Im Juni 2013, veranstaltete George Kottaras gemeinsam mit Robbie Ross, Pitcher bei den Texas Rangers, einen Kuhmelk-Wettbewerb. Am 7. Juni 2014, wiederholte sich dies zum zweiten Mal, Kottaras behauptete sich und siegte in den beiden Duellen.